# Erismadelphus
Erismadelphus é um género botânico pertencente à família Vochysiaceae.